# Wymyk
Pour plus de détails, voir Fiche technique et Distribution.
Wymyk est une comédie dramatique polonaise réalisée par Grzegorz Zgliński, sortie en 2011.

## Fiche technique
- Titre : Obywatel
- Réalisation : Grzegorz Zgliński
- Scénario : Janusz Margański, Grzegorz Zgliński
- Photographie : Witold Płóciennik
- Musique : Jacek Grudzień
- Costumes : Małgorzata Zacharska
- Montage : Leszek Staszyński
- Producteur:
- Sociétés de production :
- Sociétés de distribution : Best Film
- Pays d'origine : Pologne
- Langues : polonais
- Dates de sortie :
  -  Pologne : 18 novembre 2011
  -  France :

## Distribution
- Robert Więckiewicz − Alfred Firlej
- Łukasz Simlat − Jerzy Firlej
- Gabriela Muskała − Viola Firlej
- Marian Dziędziel − Stefan Firlej
- Anna Tomaszewska − Mère d'Alfred et Jerzy
- Karolina Kominek-Skuratowicz − Klara
- Paweł Tomaszewski − Paweł Kosowski "Kosa"
- Tomasz Schuchardt − Silny
- Paweł Ferens − Misiu
- Kacper Gaduła-Zawratyński − Brachu
- Włodzimierz Adamski
- Jacek Łuczak
- Michał Podsiadło
- Paweł Audykowski

## Récompenses et distinctions
- Meilleur film au Festival international du film de Vilnius en 2012